# 厉文礼
厉文礼（1905年—1954年1月21日），字郁周，原籍河北省蓟县，生于北京市府右街枣林大院5号。中华民国山东省第八行政督察区专员、少将保安司令、鲁苏战区少将纵队司令、汪精卫国民政府鲁东和平建国军中将司令。

## 生平
1926年毕业后，历任教师，国民革命军某部秘书等职。1928年9月参加国民党。1936年11月参加安青帮。
抗日战争期间，1937年12月日军沿胶济路东犯，厉文礼率部离开潍县入安丘县西南山区的常家岭、崔巴峪等村，首先将所率800余人改编为两个总队，接着以第八区游击司令官和督察专员的名义，将势力扩展到昌乐、诸城、潍县、寿光、昌邑等地，很快发展到16个总队，2万余人，扩充势力，割据一方。1938年4月，厉文礼由第八区游击司令官改任第八区保安司令兼任行政督察专员后，统辖安丘、昌乐、潍县、诸城、寿光、昌邑、高密、掖县、莱阳、平度、广饶、胶县、即墨等13个县。又收编了伪华北自治联合军第二师高华清部及其他一些零星部队，总兵力达到3万余人。所属部队共有两个保安旅(4个团)，15个保安团(后改称独立团)，两个特务大队以及手枪大队、便衣大队和特务营各一个。1938年秋末，山东省政府主席沈鸿烈设鲁北、鲁西、鲁东3个行辕，鲁东行辕设在莱阳书院，卢斌为主任，厉文礼为副主任，辖3个专员区：栖霞专员蔡晋康、威海专员郑维屏、潍县专员厉文礼。1939年2月26日（旧历正月初六）夜，厉文礼派遣保安第2团团长胡鼎三、保安第三旅旅长赵保元带兵突袭鲁东行辕，处死了鲁东行辕主任卢斌、秘书处长苟孟龙等12人。不久，沈鸿烈即宣布行辕改行署，以李先良为主任，刘振东为副主任兼参谋长。此即“鲁东行辕事变”。厉文礼因为“鲁东行辕事件”受到撤职处分，国民政府从第八区划出设置第十三区、第十四区。李先良保荐赵保原为山东省第十三区专员兼保安司令，辖莱阳、平度、即墨、昌邑、掖县5县；赵同时还兼任莱阳县长。
吴化文于1943年1月18日率新编第4师及保安第1师叛国投敌，鲁苏战区元气大伤。从1943年2月17日起,日军第十二军司令官土桥一茨调集了驻青岛、潍县、张店、济南和临沂等地的独立第五混成旅团、第六混成旅团及第七混成旅团的一部,连同吴化文伪军共有两万五千余人，发动了‘拉网式包围’的大‘扫荡’，企图消灭苏鲁战区及其主力百十三师。2月20日凌晨,日伪军向城顶山一带大举进犯。被围一天后，分头突围，2月21日鲁苏战区政治部主任周复中将在山东安丘城顶山与日军激战中壮烈殉国，时年43岁，成为抗战时期国军中将级政工高官抗战阵亡之第一人，后追赠为陆军上将。一同阵亡的还有第113师少将参谋长张少舫（张植桴），第678团团长刘斌上校等，另外第113师师长韩子、挺进第二纵队司令厉文礼被俘。1943年1943年7月,于学忠呈请军委会批准，鲁苏战区总司令部和正规军第51、57军主力，撤出鲁南，移驻皖西北阜阳一带，国民革命军在山东的抗战基本结束。山东省政府主席兼挺进军总指挥牟中衍指挥残存的地方部队，仍坚持山东敌后游击战。“厉文礼被俘后,送交日伪潍县县政府，日寇委派伪潍县县长徐观政与日军谍报员横田劝降。1943年3月10日,厉文礼在横田的监督下,在夏坡宣布正式投降日军，并发表宣言要与日本共同反共。签字以后,厉文礼回到潍城，1943年8月接受内田旅团授予的‘鲁东和平建国军司令’头衔。司令部设在夏坡，工作由参谋长孙荣第负责处理，厉文礼则常驻潍城，在西门里大街设有办事处（主任丁叔言）。”厉文礼由于脑血栓右侧偏瘫，鲁东和平建国军副司令申集安兼第一旅旅长，司令部指挥官胡鼎三兼任特务团团长，司令部副指挥官韩寿臣兼任独立十团团长。兵力约1万人。
1945年6月5日－27日，八路军鲁中军区投入第1、2、4、11、12团及第9团一个营和地方武装一部，发动讨伐厉文礼部战役，一举打垮了伪鲁东和平建国军，解放了安丘县大部地区，潍安县委和县大队在景芝镇相继建立。厉文礼率残部退缩到潍县城。
抗战胜利后,“鲁东和平建国军”被山东省政府主席何思源改编为安高昌潍先遣军，厉文礼任先遣军少将司令。1945年12月中旬撤销了安高昌潍先遣军的番号，张天佐任山东省第八行政督察专区兼保安司令、山东省保安第一师师长、胶济铁路警备司令，负责整编厉文礼所属部队。
1946年在潍县加入会道门同善社。1948年3月潍县解放前夕，由潍县往北平匿居。 1951年2月镇压反革命运动中被北京市公安局侦悉抓获。经华东军政委员会批准，昌潍人民法院判处死刑，在安丘县夏坡村被枪决。